# Gustav von Leonhardt
Gustav von Leonhardt (* 8. Jänner 1838 in Graz; † 7. April 1891 in Wien) war ein österreichischer Bankfachmann und Generalsekretär der Oesterreichischen Nationalbank.

## Leben
Er war der Sohn von Andreas Leonhardt (1800–1866). Gustav Leonhardt war nach einer Ausbildung an der Ober-Realschule und der Geyer’schen Handelsschule Comptoirist bei Carl Kanitz. 1857 trat er in die „privilegirte österreichische National-Bank“ ein. Er war Mitarbeiter von Wilhelm von Lucam (1820–1900). 1867 gründete er den Compass-Verlag. 1869 wurde er Sekretär-Stellvertreter, 1870 zum Sekretär der Bank ernannt. Er gründete 1872 als Supplement des Compass das wirtschaftliche Fachblatt Der Tresor, das bis 1919 erschien. Seine Doppelrolle – einerseits die leitende Position in der Bank und andererseits die Eigentümer- und Herausgeberschaft von zwei Wirtschaftsperiodika, die statistische Daten von der Bank bezogen – wurde damals von der Presse thematisiert. Der Interessenskonflikt gipfelte 1874 in einer Ehrenerklärung Leonhardts. Wenige Wochen später gab er die Leitung des Tresor ab. 1878 zog er sich gänzlich zurück. Im selben Jahr wurde er Generalsekretär der neugegründeten Österreichisch-ungarischen Bank und führte erfolgreich die durch den Übergang zur dualistischen Monarchie notwendigen Umgestaltungen der Nationalbank durch. Er dezentralisierte  das Bankgeschäft in der Habsburgermonarchie und teilte das Gebiet in 40 Bezirke ein, wobei jeder Bezirk eine Filiale und Nebenfilialen erhielt. Leonhardt war ein Vertreter der Ausdehnung der Kreditpolitik der Notenbank. 1880 zog er sich auch gänzlich aus dem Compass zurück. 1888 wurde ihm wegen seiner Verdienste der Leopold-Orden verliehen, der ihn zum Führen des Adelstitels „Ritter von Leonhardt“ berechtigte. Gustav von Leonhardt schrieb mehrere Bücher zur Geldpolitik.
Mit seiner aus Iglau stammenden Frau Valerie Deutsch (1842–1901) hatte er vier Kinder. Hugo von Leonhardt (1862–1916) war Finanzbezirksdirektor in Korneuburg. Fritz von Leonhardt (1868–?) arbeitete in der Londoner Filiale der Deutschen Bank AG. Auch er publizierte wie sein Vater über Geldpolitik. Weitere gemeinsame Kinder waren Andolf (1864–1871) und Hedwig (1867–1896).
Das Grab von Gustav von Leonhardt befindet sich am Evangelischen Friedhof Matzleinsdorf.

## Publikationen
- Der Warrant als Bankpapier. Studie über die Stellung des Warrants in dem Geschäftsverkehre der Zettelbanken. Wien: Hölder 1886
- Die Verwaltung der Oesterreichisch-ungarischen Bank 1878–1885. Wien: Hölder 1886
- Die gesetzliche Begründung des Check-Systems in Österreich: ein über Aufforderung erstattetes Gutachten. Wien: Manz 1881
- Die Oesterreichisch-ungarische Bank und die Interessen des allgemeinen Credits. Vortrag gehalten im Niederösterreichischen Gewerbevereine am 26. März 1886. Wien: Verlag des Niederösterr. Gewerbevereines 1886